# Kotówka (przystanek kolejowy)
Kotówka (ukr. Котівка, ros. Котовка) – przystanek kolejowy w miejscowości Kotówka, w rejonie husiatyńskim, w obwodzie tarnopolskim, na Ukrainie. Leży na linii dawnej Galicyjskiej Kolei Transwersalnej.